# Phyllocosmus lemaireanus
Phyllocosmus lemaireanus är en tvåhjärtbladig växtart som beskrevs av Th. och H. Dur.. Phyllocosmus lemaireanus ingår i släktet Phyllocosmus och familjen Ixonanthaceae. Inga underarter finns listade i Catalogue of Life.